# ラッテ・マキアート

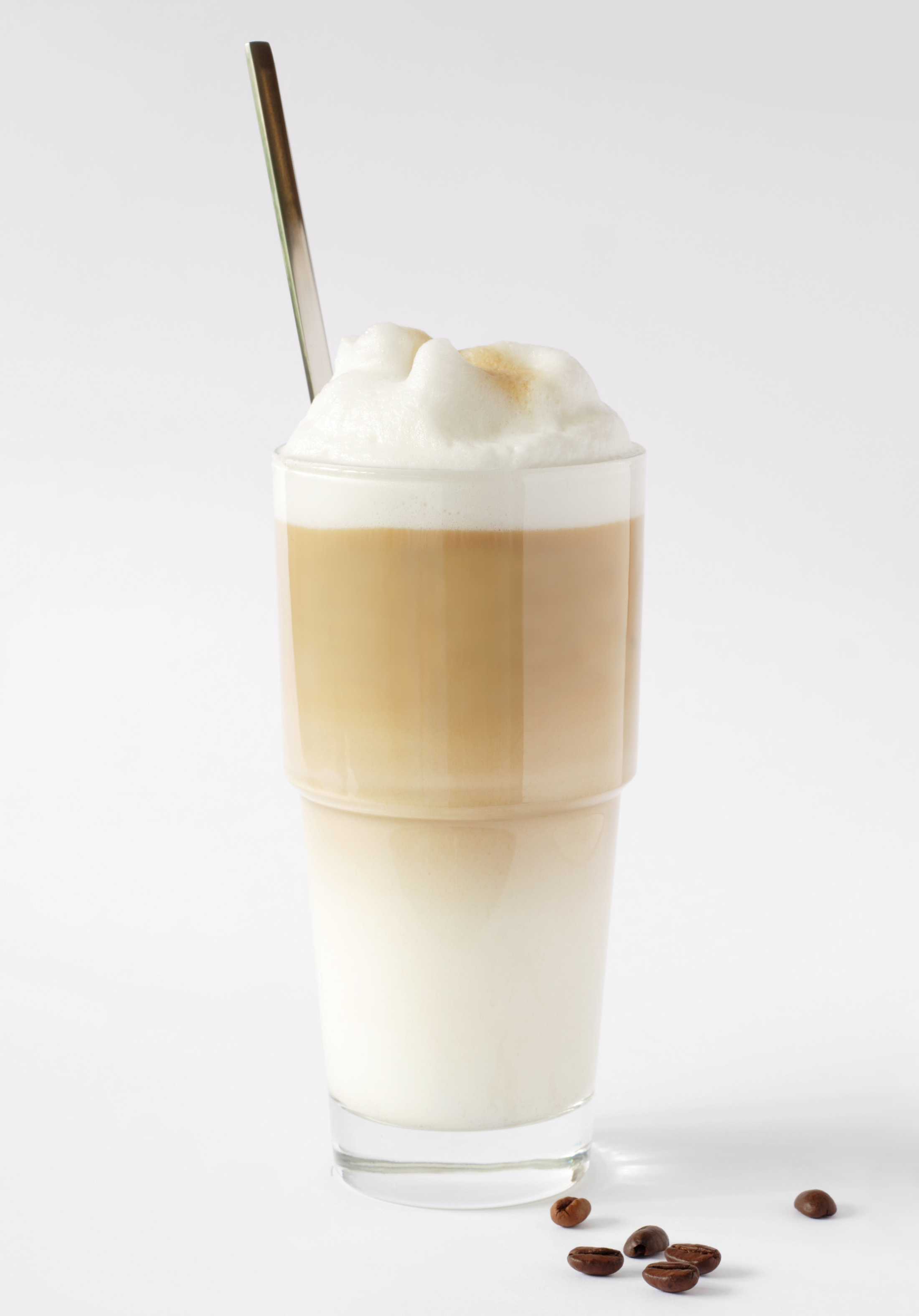
グラスに入れられたラッテ・マキアート

ラッテ・マキアート（イタリア語: latte macchiato、イタリア語発音: [ˈlatte makˈkjaːto]）はコーヒー飲料。本来は「牛乳に染みがついた」という意味を持つ。エスプレッソを加えることによって牛乳（ラテ）に「染みがつく」ことに由来する。

## 類似の飲料
ラッテ・マキアートは幾つかの点においてカフェ・ラッテと大きく異なる。まず第一に、ラッテ・マキアートはカフェ・ラッテのようにミルクをエスプレッソに加えるのではなく、エスプレッソをミルクに加える。第二にラッテ・マキアートは単なるホットミルクではなく泡立たものを加える。ラッテ・マキアートはショットグラスの半分かそれ以下のエスプレッソしか淹れないのが普通である。そして最後にラッテ・マキアートはエスプレッソとミルクが混ざらず二層に分かれる。
簡単にまとめると、カフェ・ラッテはエスプレッソに重点を置き、ラッテ・マキアートはミルクに重点を置いている。
エスプレッソはクリームの上の小さな「染み」であり、伝統的にエスプレッソがミルクの前に注がれるため「染み」ができないカフェ・ラッテとは明確に区別される。
反対にもう一つの類似の名称を持つ飲料であるカフェ・マキアートは、エスプレッソに少量のミルクが染み付いている。

## 作り方
ラッテ・マキアートの作り方は泡立てたミルク（一般的には密度が高いミルクを作る）をグラスに注ぎ、エスプレッソを加えるだけである。泡立て方は概ね下に液体のミルクの層を作り、ラテ・アートに使われるような湿ったマイクロフォームではなく、とても軽くて乾燥した泡を大きく泡立てて作る。
その代わり、二層のドリンクとして準備しなくてはならないので、密度が高い液体のミルクと上の軽い泡の間に層ができるようにエスプレッソを優しく注ぐ必要がある。最も慎重な場合、スプーンの背の上で小さなピッチャーの外で注ぐ。グラスは層を見せるのに必要不可欠な要素である。
エスプレッソは標準的なデミタスやショットグラスに注ぎ、素早く出す。若しくは注ぎやすく層を作りやすい、専用のクリームを入れて出す小さなピッチャーに注ぐ。